# مأمونيه
مأمونيه (بالفارسية: مأمونیه) هي مدينة تقع في إيران في قسم. يقدر عدد سكانها بـ 17,337 نسمة .